# Kylie's Remixes Volume 2
Kylie's Remixes Volume 2 è un album discografico di remix della cantante australiana Kylie Minogue, pubblicato nel 1992.

## Tracce
1. Better the Devil You Know (U.S. remix) – 6:03
2. Step Back in Time (Walkin' Rhythm mix) – 7:55
3. What Do I Have to Do? (Between the Sheets remix) – 7:10
4. Shocked (DNA 12" mix) – 6:16
5. Word Is Out (12" version) – 5:53
6. If You Were with Me Now (Extended version, con Keith Washington) – 5:11
7. Keep on Pumpin' It (Angelic Remix) – 7:25
8. Give Me Just a Little More Time (12" version) – 4:36
9. Finer Feelings (Brothers in Rhythm 12" mix) – 6:51
10. Do You Dare? (NRG mix) – 7:06
11. Closer (The Pleasure mix) – 6:49